# WSS
WSS (ang. Wide Screen Signaling) – sygnalizacja obrazu wideo. W technologii telewizyjnej WSS jest cyfrowym strumieniem osadzonym w sygnale telewizyjnym opisującym cechy audycji, w szczególności proporcji w obrazie. Może być wykorzystywany przez panoramiczne telewizory, aby przejść do odpowiedniego trybu wyświetlania.
Sygnał jest umieszczony w linii 23 (PAL) oraz linie 20/283 (PAL-M i NTSC) i składa się z 14 bitów informacji wskazujących:

## B00 do B03 – Wielkość
| B00 | B01 | B02 | B03 | Proporcje obrazu | Format obrazu                              | Aktywne linie |
| --- | --- | --- | --- | ---------------- | ------------------------------------------ | ------------- |
| 0   | 0   | 0   | 1   | 4:3              | Full                                       | 576           |
| 1   | 0   | 0   | 0   | 14:9             | Letterbox Centre                           | 504           |
| 0   | 1   | 0   | 0   | 14:9             | Letterbox Top                              | 504           |
| 1   | 1   | 0   | 1   | 16:9             | Letterbox Centre                           | 432           |
| 0   | 0   | 1   | 0   | 16:9             | Top Letterbox                              | 432           |
| 1   | 0   | 1   | 1   | > 16:9           | Letterbox głębiej niż 16:9                 | < 432         |
| 0   | 1   | 1   | 1   | 14:9             | Full-height 4:3, oprawionych w „14:9-safe” | 576           |
| 1   | 1   | 1   | 0   | 16:9             | Full-height 16:9 (anamorficzny)            | 576           |

## B05 do B07 – Zaawansowany serwis
| B04 | Tryb         |
| --- | ------------ |
| 0   | Tryb aparatu |
| 1   | Tryb kinowy  |

| B05 | Tryb         |
| --- | ------------ |
| 0   | Standard PAL |
| 1   | Kolor Plus   |

| B06 | Tryb                |
| --- | ------------------- |
| 0   | Bez pomocy pionowej |
| 1   | Z pomocą pionową    |

## B08 do B10 – Napisy
| B08 | Tryb         |
| --- | ------------ |
| 0   | Brak napisów |
| 1   | Napisy TXT   |

| B09 | B10 | Tryb                             |
| --- | --- | -------------------------------- |
| 0   | 0   | Brak napisów                     |
| 1   | 0   | Napisy wewnątrz aktywnego obrazu |
| 0   | 1   | Napisy poza aktywnym obrazem     |
| 0   | 0   | Zarezerwowany                    |

## B11 do B13 – Pozostałe
| B11 | Tryb                                    |
| --- | --------------------------------------- |
| 0   | Brak informacji o dźwięku przestrzennym |
| 1   | Tryb dźwięku przestrzennego             |

| B12 | Tryb                                    |
| --- | --------------------------------------- |
| 0   | Bez praw autorskich lub status nieznany |
| 1   | Prawa autorskie                         |

| B13 | Tryb                      |
| --- | ------------------------- |
| 0   | Kopiowanie nieograniczone |
| 1   | Kopiowanie ograniczone    |